# (189310) Полидамант
(189310) Полидамант (лат. Polydamas, др.-греч. Πολυδάμας) — троянский астероид Юпитера, двигающийся в точке Лагранжа L5, в 60° позади планеты. Астероид был открыт 3 января 2006 года венисуэльскими астрономами из обсерватории Мерида и назван в честь Полидаманта, одного из героев Троянской войны.

Орбита астероида Полидамант и его положение в Солнечной системе